# چشمه سفید (دالاهو)
چشمه سفید (به کُردی: کیه‌نی چه‌رمی Kyenî Çermî)، روستایی از توابع بخش مرکزی شهرستان دالاهو استان کرمانشاه ایران است.

## جمعیت
این روستا در دهستان حومه کرند قرار داشته و بر اساس سرشماری سال ۱۳۸۵ جمعیت آن (۱۰۳خانوار) ۴۳۲نفر بوده‌است.

## مدرسه حسن فرسام
در مهر ۱۳۹۷ مدرسۀ دکتر حسن فرسام که با هزینۀ وی ساخته شده‌است افتتاح شد.

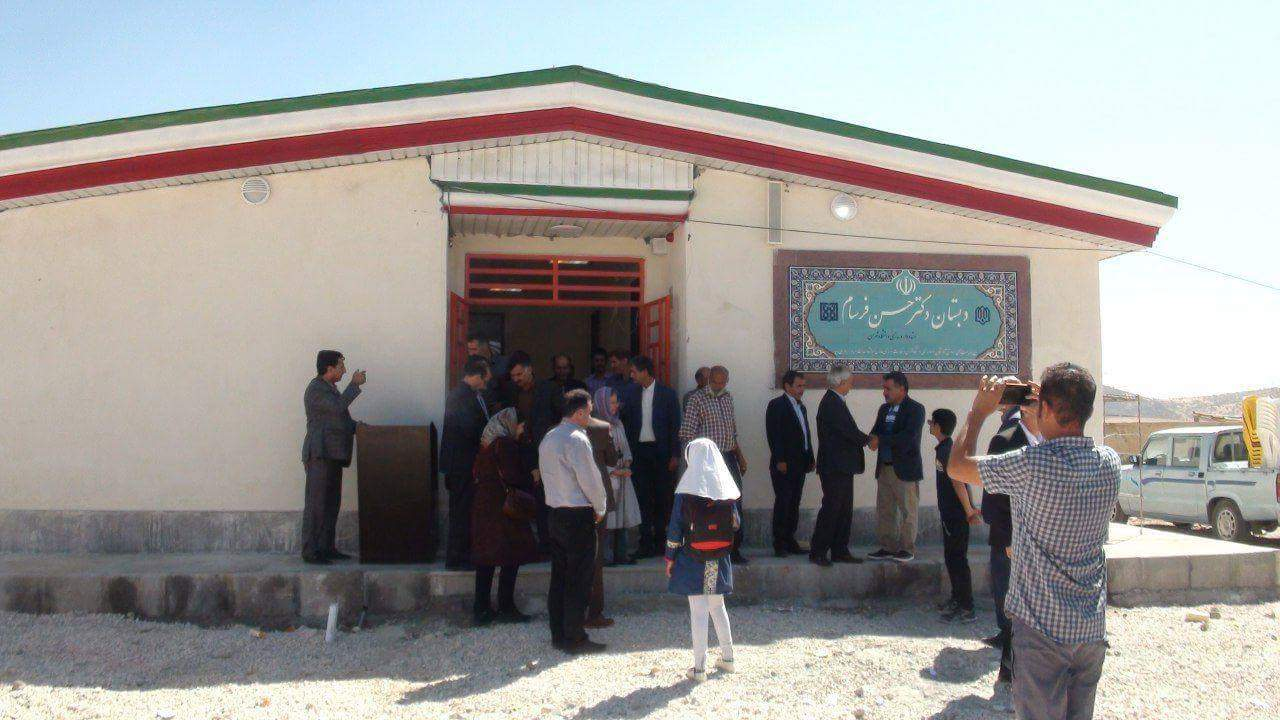
تصاویری از مدرسۀ حسن فرسام در چشمه‌سفید در شهرستان دالاهو در استان کرمانشاه.
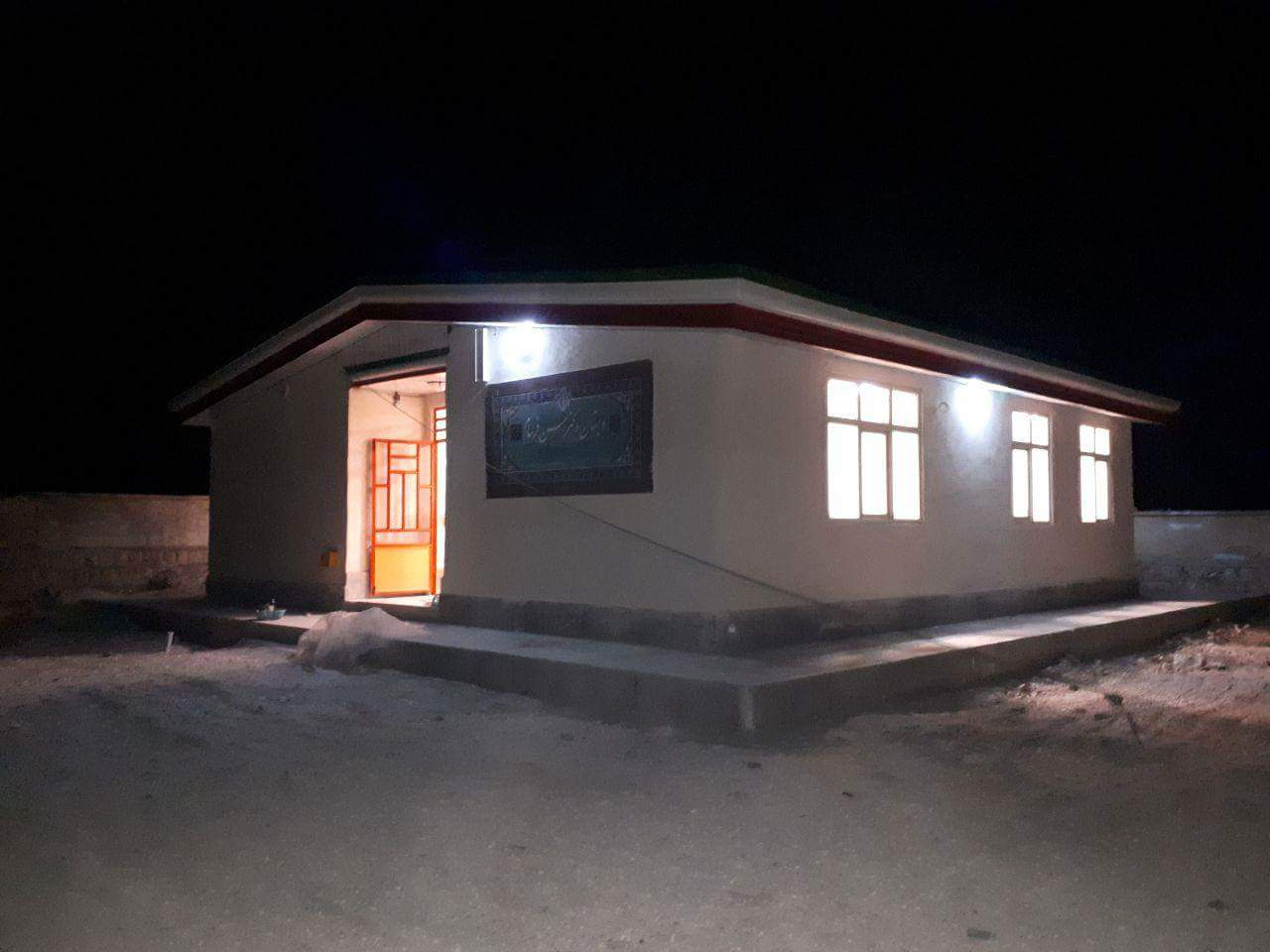
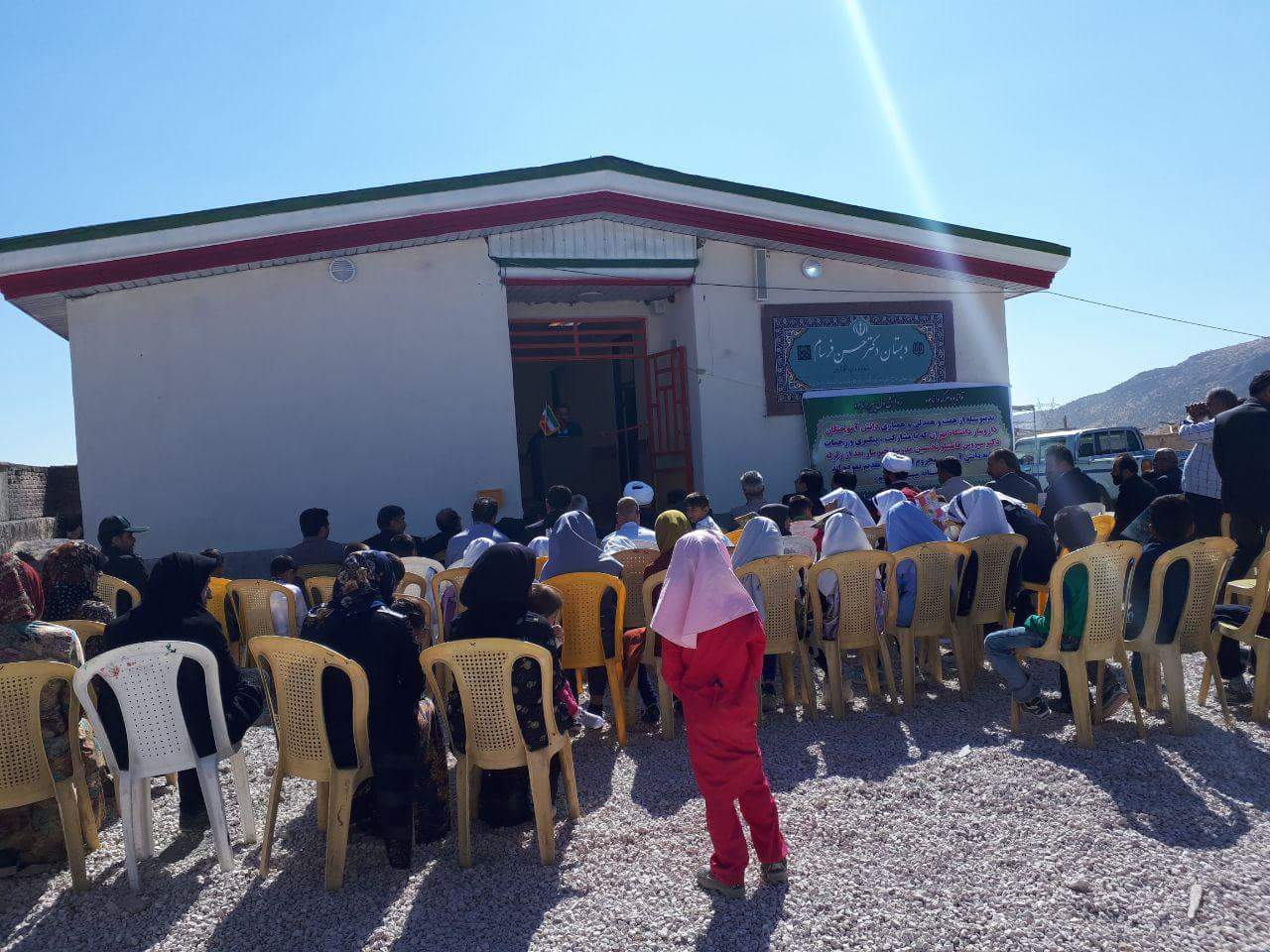

## منبع
1. «: کمیته تخصصی نام نگاری و یکسان سازی نام های جغرافیایی ایران :». بایگانی‌شده از اصلی در ۲۹ اوت ۲۰۱۱. دریافت‌شده در ۱۹ ژوئیه ۲۰۱۱.
2. ↑  درگاه ملی آمار